# 亞美尼亞公共電視
亞美尼亞公共電視（簡稱ARMTV或APMTV）是亞美尼亞的公共廣播，於1956年開始播出。1955年，蘇聯決定在亞美尼亞建立電視網。1956年11月29日，亞美尼亞首次開始播出電視。亞美尼亞電視台正式開播是指1957年2月9日。1973年，亞美尼亞公共電視實現了彩色電視播出。亞美尼亞從蘇聯獨立之後，國營電視改制為公共電視。亞美尼亞公共電視現在是歐洲廣播聯盟的成員。

## 外部連結
- 官方网站 （亞美尼亞語和英語）